# Прусская Ромува
Ро́мува или Ро́мове (Romovė, Romow) — одно из главных языческих святилищ у средневековых пруссов. Изначально располагалось у населённого пункта Липовка (ранее — Грюнвальде). После разорения крестоносцами Тевтонского ордена было перенесено в провинцию Надровия (немецкий Groß Wahldeck, современное русское Осокино), в окрестности посёлка Бочаги (ранее — Шлоссберг).

## Название
В источниках XIV века Ромува известна как Romehnen, Romayn, в XV веке встречается наименование Rickoyot.
Название Ромува или сходные с ним топонимы достаточно распространены на территории проживания балтийских племен. Так, существуют лес Ромува и город Ромэйней, где в более ранний период могли находиться святилища. Ромове называлось литовское святилище Перкунаса в Вильнюсе.
Этимологически Ромува восходит к балтийскому корню *rom, *ram, означающим «тихий, спокойный».
Другое название Ромувы — Ри́койото (Rikojotas, нем. Rickoyto, Rickoyotto, Rikaioth). Данное слово родственно старопрусскому слову rikis — «король, господин».
В 1929 году Домас Щидлаускас основал новое святилище Ромува на северо-западе Литвы. Сейчас словом «Ромува» называется литовская неоязыческая организация.

## Описание

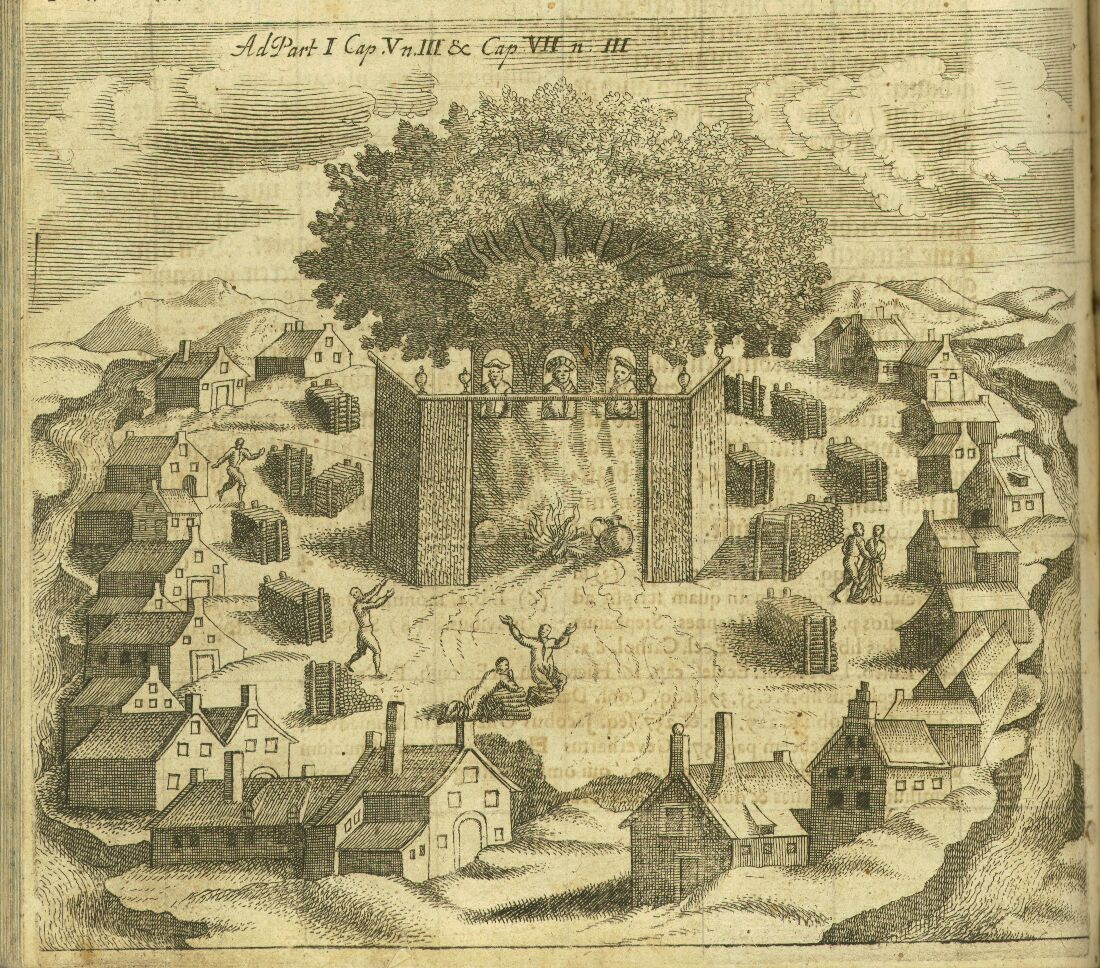
Изображение Ромувы в книге К. Хартноха «Старая и новая Пруссия», 1684 год

Согласно записям Симона Грунау, прусские герои Бруте́нис и Вайдеву́т основали Ромуву в 523 году. Они принесли себя в жертву богам, бросившись в огонь перед священным дубом.
Святилище находилось в роще, под открытым небом. Стен вокруг не было.
В центре находился большой дуб шириной в 6 локтей с такой густой кроной, что она не пропускала капли дождя. Средневековые авторы отмечают, что дерево было вечнозеленым.
Вокруг дуба была натянута ткань, за которую могли заходить только криве и старшие жрецы-вайделоты.
Внутри дуба в отдельных дуплах стояли изваяния троих главных прусских богов — Патуласа (Патоласа), Перкунаса, Патримпаса, а рядом были прикреплены особые знаки или символы богов.
- Перед идолом Перкунаса горел «вечный», поддерживаемый жрецами огонь, считавшийся святым. В нем сжигались жертвы. Для поддержания огня использовали только дубовые дрова.
- Символом Патримпаса была змея (скорее всего — уж), которая жила в корзинке и питалась приносимым жрецами молоком.
- Рядом с идолом Патоласа лежали черепа человека, лошади и коровы.

Типологически данное святилище сближается с языческим храмом в Уппсале, со святилищем поморских славян на острове Рюген, а также со святилищем Перуна в Новгороде.

## Жрецы
Точное число служителей культа неизвестно, источники свидетельствуют, что их было «много».
Исследователь литовской (и шире — балтийской) религии и мифологии Г. Береснявичус полагает, что количество жрецов было велико, поскольку один служитель культа физически не мог выполнять все функции. Старшие жрецы, кривисы (криве), были инициаторами различных религиозных церемоний — они основывали святилище, разжигали «вечный», негасимый огонь, давали предписания людям.
Верховный жрец кри́вис кирва́йтис (krivis kirvaitis, нем. Criwe) пользовался уважением правителей, знати и простых людей, его власть распространялась на все балтийские земли во время войн с Тевтонским орденом. Кривисы приносили богам треть военной добычи в случае удачного похода.
Петр из Дусбурга отмечает, что кривис был настолько уважаемым человеком, что послы его, несшие особый знак — кри́вуле (кривую палку либо жезл), получали любую помощь на землях балтов и принимались с почетом.
Когда верховный жрец умирал, из числа наиболее уважаемых жрецов выбирался новый кривис.
Рангом ниже были вайделоты (vaidelutas, нем. Wurskaiten, Waideler, Waidelotten). В крупных святилищах — таких, как Ромува, они поддерживали огонь, принимали и приносили жертвы, учили молодежь законам и рассказывали им о богах. В общинах они совершали разного рода ритуалы, организовывали религиозные праздники, нередко выступали судьями в тяжбах.
Вайделотами могли быть как мужчины, так и женщины. За огнём часто следили девушки (подобно римским весталкам) или вдовы. Их называли вайди́лес, вайделу́тес (vaidiles, vaidelutes).
В обязанности жрецов входило следить за священным огнём после того, как его разжег кривис. Если огонь по недосмотру гас, жрец платил за это своей жизнью.

## Функции
Согласно немецким хронистам, Ромува была не только религиозным, но также культурным и политическим центром. Сфера её влияния включала не только Пруссию, но также земли литовцев, куршей и земгалов. Из соседних земель в святилище присылались жертвы и прибывали паломники. Здесь проходили военные сборы пруссов, здесь же хранилась прусская «казна».